# Aphanocarpus
Aphanocarpus, monotipski biljni rod iz porodice broćevki smješten u tribus Gaertnereae, dio potporodice Rubioideae. Jedina vrsta je A. steyermarkii, endem iz Venezuele (Bolívar). To je polugrm ili grm i prvenstveno raste u vlažnom tropskom biomu.

## Sinonimi
- Pagamea steyermarkii Standl. in Fieldiana, Bot. 28: 589 (1953)
- Aphanocarpus steyermarkii f. elongatus Steyerm. in Ann. Missouri Bot. Gard. 71: 331 (1984)
- Aphanocarpus steyermarkii f. glabrior Steyerm. in Ann. Missouri Bot. Gard. 71: 330 (1984)